# Infamous (videogioco)
Infamous (reso graficamente come inFAMOUS) è un videogioco sviluppato in esclusiva per la console Sony PlayStation 3 dalla Sucker Punch Productions.
Il gioco è stato annunciato da Sony l'11 luglio 2007 all'Electronic Entertainment Expo del 2007 ed è stato pubblicato in Europa il 29 maggio 2009 ed in America il 26 maggio 2009.
È uno dei giochi presenti nel pacchetto Welcome Back pubblicato da Sony nel giugno 2011.
Infamous si presenta come un free-roaming, ovvero un gioco dove è possibile girare liberamente per le ambientazioni e interagire con esse con il personaggio che il giocatore interpreta. Il protagonista ha accesso a vari superpoteri basati sull'elettricità che imparerà ad usare nel suo tentativo di riportare la pace nella città dominata dal caos più totale.
Nel gioco è presente un sistema di reputazione basato sul Karma. Questo influenzerà la trama e darà al giocatore la possibilità di acquistare nuovi poteri attraverso dei "momenti Karma", situazioni in cui bisognerà fare delle scelte buone o malvagie; anche i poteri potranno essere evoluti a seconda dello stato di reputazione raggiunto.

## Trama
Cole, un fattorino appassionato di parkour, sta trasportando un pacco quando viene chiamato dal suo capo che gli dice di aprirlo. Immediatamente un'esplosione devasta l'intera città lasciando pochi sopravvissuti tra cui lo stesso Cole.
Miracolosamente salvo, cerca di raggiungere l'altra parte di un ponte nelle vicinanze per tornare a casa ma una serie di fulmini iniziano a cadere intorno a lui facendolo andare in coma. Pochi giorni dopo, in ospedale, Cole si accorge di avere misteriosi poteri legati all'elettricità che lo rendono molto più forte e agile del normale. Intanto la situazione in città continua a peggiorare: bande di tossicodipendenti e criminali si sono impadronite della città grazie al caos che si è diffuso dopo l'esplosione; come se non bastasse, il governo, per evitare di sprecare risorse umane per liberare la città dalla morsa del crimine, ha letteralmente isolato dal resto del mondo Empire City al fine di evitare un contagio biologico condannando i cittadini a morire di fame e di sete.
Ad Empire City viene diffuso un video che mostra Cole quale responsabile dell'esplosione che ha devastato la città. Lasciato da Trish, la sua ragazza, che a causa dell'esplosione ha perso la sorella, decide di evadere dalla città superando il posto di blocco presso lo Stantom Bridge insieme all'amico Zeke. Gli agenti governativi, tuttavia, non si fanno scrupoli a uccidere i manifestanti che erano con lui. Cole e Zeke riescono miracolosamente a salvarsi. Cole viene contattato da Moya, un'agente dell'FBI, che gli fa una proposta: se la aiuterà a trovare suo marito John, disperso a Empire City dal giorno dell'esplosione, lei gli permetterà di uscire dalla città. Cole accetta, e in seguito verrà a sapere che la causa di tutto ciò che sta succedendo ad Empire City è opera dei Primogeniti: un'organizzazione che mira al controllo del mondo. Scopre anche che l'ordigno che ha causato la devastazione di Empire City si chiama Raggio Sfera: un dispositivo capace di assorbire l'energia neurale delle persone per trasferirla in un solo individuo.
Toccherà a Cole decidere il destino della città e, forse, quello del mondo intero. Si ritroverà anche a prendere decisioni difficili, molte delle quali caratterizzeranno la sua reputazione, le reazioni della gente nei suoi confronti e il rapporto con Trish. Cole si ritroverà a combattere Sasha, capo dei Mietitori, Alden, capo degli Spazzini e figlio del capo dei Primogeniti privato da Kessler della sua eredità. Kessler è una figura misteriosa, oscura e crudele: c'è lui dietro la morte di Trish e l'uso della Raggio Sfera. Prima della battaglia finale contro Kessler, Cole, aiutato da John che finalmente si è rivelato (e che nulla ha a che fare con Moya), avrà nelle sue mani la Raggio Sfera: a lui la decisione di utilizzarla o distruggerla. In ogni caso la conseguenza sarà la morte di John.
Cole, dopo aver sconfitto Kessler, riesce a vedere la storia dell'avversario, realizzando finalmente che la persona contro cui ha combattuto tutto quel tempo era nient'altro che sé stesso venuto dal futuro per evitare l'ascesa ed il potere della Bestia, un non meglio specificato nemico.

## Poteri
I poteri di Cole si basano sull'elettricità. Inizialmente si hanno a disposizione solo quattro poteri (Saetta, Onda d'urto, Elettrodrenaggio e Salto tonante), ma durante la prosecuzione del gioco si possono ottenere nuovi poteri ogni volta che Cole ricaricherà una sottostazione di Empire City, ridonando così luce elettrica al quartiere sopraelevato. Buona parte di questi poteri, iniziali e ottenuti, potranno essere potenziati tramite un sistema di punti esperienza. Inoltre i poteri sono influenzati dal Karma di Cole: se il protagonista si dimostrerà benevolo ed eroico con i cittadini di Empire City, i poteri si svilupperanno ottenendo effetti aggiuntivi a seconda del livello karmico benevolo (Guardiano, Campione ed Eroe). Viceversa, se si sceglierà una linea di pensiero negativa, votata al male, i poteri si potenzieranno per ottenere il livello di distruzione più alto con l'aumentare della malvagità di Cole (Teppista, Fuorilegge ed Infame). Inoltre, sempre a seconda del karma, l'elettricità emessa da Cole cambia colore, da azzurro (bontà) a rosso (malvagità). Alcuni poteri (in particolar modo quelli offensivi) consumeranno nuclei energetici, che possono essere ricaricati mediante l'Elettrodrenaggio, il Biodrenaggio ed altre attività. Ulteriori nuclei saranno disponibili se si viene in possesso di frammenti elettrici sparsi in Empire City. Questa è la lista completa dei poteri con i relativi potenziamenti:
- Saetta: è uno dei poteri iniziali di Cole. Il personaggio prende di mira un nemico e dalla mano parte un fulmine rapido e preciso. Procura danni elevati se si colpisce l'avversario alla testa. È influenzato dal Karma e non consuma nuclei energetici.
  - Bontà
    - (Guardiano o superiore) Colpo virtuoso: ripristina una quantità moderata di energia ogni volta che colpisce.
    - (Campione o superiore) Sparo virtuoso: i colpi alla testa concatenano un flusso di elettricità sui nemici vicini.
    - (Eroe) Attacco virtuoso: ogni volta che si colpisce viene ricaricata una significativa quantità di elettricità.

  - Malvagità
    - (Teppista o superiore) Colpo sadico: c'è una probabilità che i nemici inneschino una esplosione elettrica prima di morire.
    - (Fuorilegge o superiore) Sparo sadico: aumenta il raggio dell'esplosione elettrica.
    - (Infame) Attacco sadico: i colpi alla testa innescano sempre esplosioni elettriche.
- Onda d'urto: un altro potere iniziale di Cole. Con questa abilità il protagonista scaglia un'onda circolare che sbalza via i nemici. Non infligge danni consistenti, ma è utile quando si è circondati da nemici o per farli cadere da altezze elevate. È influenzato dal Karma e consuma un nucleo energetico con l'uso.
  - Bontà
    - (Guardiano o superiore) Magnetismo inverso: i nemici colpiti da vicino con l'onda fluttuano momentaneamente in aria.
    - (Campione o superiore) Aumenta la forza dell'onda d'urto.
    - (Eroe) Aumenta la gittata dell'Onda d'urto.

  - Malvagità
    - (Teppista o superiore) Elettrizza persone e oggetti centrati dall'onda d'urto, provocando danni maggiori ai nemici.
    - (Fuorilegge o superiore) Aumenta sia la gittata che la forza dell'onda d'urto.
    - (Infame) Le auto colpite dall'onda si elettrizzano fino ad esplodere.
- Elettrodrenaggio: un potere iniziale di Cole ed il primo non offensivo. Con questa abilità, Cole può risucchiare energia elettrica da qualsiasi oggetto elettricamente carico, da una macchina ad un lampione fino ad una centralina. La quantità di elettricità ottenuta varia a seconda dell'oggetto. Questo potere, oltre al ricaricare i nuclei energetici, fa sì che l'elettricità attraversi il corpo di Cole, risanando le sue ferite e ripristinando la salute. Non è influenzato dal Karma.
  - Aumento della velocità di assorbimento.
  - Ricarica i nodi energetici quando si effettua il Grind sui cavi.
  - (Eroe o Infame) Sovraccarico karmico: mossa effettuabile solo quando si ottiene il più alto livello di infamia o eroismo. Per un certo lasso di tempo Cole avrà energia elettrica infinita.
- Salto tonante: un potere iniziale di Cole. Egli effettua un salto e scarica l'energia elettrica accumulata in volo per terra, provocando un'onda elettrica. Maggiore è l'altezza del salto, maggiore sarà il danno e il raggio dell'onda. Non è influenzato dal Karma e non consuma nuclei energetici.
  - Aumento del raggio dell'onda distruttiva.
  - Elettrizza i nemici e gli oggetti vicini all'epicentro dell'onda.
  - Aumenta la potenza dell'onda distruttiva.
- Poteri legati al tocco: è il primo potere ottenuto da Cole dopo le fasi iniziali del gioco. Con questo potere si può interagire con i nemici e i cittadini feriti, che si potranno curare, immobilizzare o gli si potrà risucchiare l'energia neuro elettrica, uccidendoli. Non consuma energia elettrica ma influenza il Karma.
  - Tocco curativo: Cole lancia una piccola scossa curativa che guarisce il cittadino ferito (non utilizzabile sui nemici). Fornisce Karma buono.
  - Morsa elettrica: con una scarica elettrica, Cole immobilizza la persona a terra. Se usata contro un personaggio negativo, dona Karma positivo, ma se poi quel nemico viene ucciso (esecuzione) dona Karma negativo.
  - Biodrenaggio: Cole afferra il volto del nemico e da lì risucchia tutta l'energia bioelettrica, uccidendolo. Ricarica l'elettricità e fornisce Karma negativo.
- Granata a impatto: è il primo potere offensivo ottenuto dopo le fasi iniziali del gioco. Cole lancia una granata elettrica che esplodendo causa danni consistenti ai nemici. Se il nemico viene centrato, la granata si appiccicherà al suo corpo (bomba appiccicosa). È influenzato dal Karma e consuma due nuclei energetici.
  - Bontà
    - (Guardiano o superiore) Aumenta la durata dell'atterramento della granata.
    - (Campione o superiore) Aumenta sia il raggio che i danni provocati.
    - (Eroe) I nemici sconfitti verranno immobilizzati a terra come se fossero colpiti dalla morsa elettrica. Dona Karma buono.

  - Malvagità
    - (Teppista o superiore) Submunizioni: al momento dell'urto la granata si separa in tre granate, aumentando il potere distruttivo.
    - (Fuorilegge o superiore) Submunizioni: al momento dell'urto la granata si separa in cinque granate, aumentando il potere distruttivo.
    - (Infame) Submunizioni: al momento dell'urto la granata si separa in sette granate, aumentando il potere distruttivo.
- Precisione: l'ultimo potere offensivo che Cole ottiene nel Neon. Cole prende la mira (si avrà uno zoom aggiunto ad un effetto rallentante) e scaglia un fulmine più preciso. Risulta utile per uccidere un nemico con un colpo alla testa o se si nasconde dietro una torretta. Non è influenzato dal Karma e consuma quattro nuclei energetici al colpo più un calo continuo di energia finché non si esce dalla modalità precisione.
- Grind a induzione: un potere di Cole legato al movimento, ottenuto nel Neon. Con questo potere si può salire su cavi, fili elettrici o sui binari dei treni e scivolare su di essi ad alta velocità, facilitando il raggiungimento di luoghi distanti. Il mezzo su cui si viaggia deve essere però elettricamente carico o non sarà possibile usare il Grind. Non è influenzato dal Karma e non consuma nuclei energetici.
- Spinta statica: è il primo potere ottenuto da Cole nel quartiere Dedalo. Facilità il movimento in aria facendo fuoriuscire elettricità dalle mani, garantendo così una momentanea librazione. L'effetto però diminuisce col tempo. Se usato subito alla fine di una conduttura sulla quale si può eseguire un Grind, si avrà una librazione più lunga. Non è influenzata dal Karma e non consuma nuclei energetici.
- Martello Megawatt: il secondo potere che Cole ottiene nel quartiere Dedalo. Dalla mano di Cole parte un razzo elettrico che colpisce l'avversario, infliggendo danni pesanti. È più lento della Saetta, ma danneggia più gravemente l'avversario. Inoltre presenta la peculiarità di superare le difese dei nemici corazzati (non le torrette, ma i nemici armati di scudo) essendo un colpo di tipo esplosivo. È influenzato dal Karma e consuma due nuclei energetici con l'uso.
  - Bontà
    - (Guardiano o superiore) Deviazione razzo: Se si colpisce un nemico con la Saetta dopo aver lanciato un razzo, quest'ultimo inseguirà il nemico colpito con una velocità assai maggiore.
    - (Campione o superiore) Magnetismo inverso: i nemici colpiti dal razzo fluttueranno in aria per un po' di tempo.
    - (Eroe) Aumenta il raggio dell'esplosione del razzo.

  - Malvagità
    - (Teppista o superiore) Mini-razzi: aggiunge una coppia di mini-razzi che si attaccano al nemico prima di esplodere.
    - (Fuorilegge o superiore) Mini-razzi: aggiunge quattro mini-razzi che si attaccano al nemico prima di esplodere.
    - (Infame) Mini-razzi: aggiunge sei mini-razzi che si attaccano al nemico prima di esplodere.
- Muro di polarità: l'unico potere difensivo nel repertorio di Cole. Tenendo la mano tesa, crea un muro energetico mobile che protegge il protagonista dai proiettili nemici. Ci si può muovere durante l'uso, ma non si può attaccare né arrampicarsi. Non è influenzato dal Karma e non consuma nuclei energetici.
  - Converte i danni assorbiti dallo scudo in energia elettrica che ricarica i nuclei.
  - Aumenta le dimensioni dello scudo.
- Tempesta di fulmini: è il potere finale che Cole ottiene nel Quartiere Storico. Si può definire il potere più potente e devastante tra quelli in dotazione. Il protagonista fa piovere una raffica di fulmini dal cielo che distrugge tutto ciò che incontra, eliminando i nemici. La direzione dei fulmini può essere controllata con il movimento oscillatorio del DualShock 3. Essendo un potere legato all'atmosfera, non può essere utilizzato nelle fogne o quando si ha un tetto sopra la testa. Non è influenzato dal karma e consuma parecchia elettricità finché la tempesta continua.
- Sovraccarico esplosivo: è un potere utilizzabile solo se si compiono missione per il bene. Dopo aver caricato di elettricità il braccio, Cole scaglia una saetta molto più potente del normale. Questa saetta presenta la caratteristica di attaccarsi alle superfici conduttrici e quindi colpire i nemici al riparo dietro oggetti metallici. Un Karma negativo disattiva questo potere (lasciando spazio all'Arco di fulmini), non consuma nuclei energetici e infine si potenzia continuando a fare missioni benigne.
  - (5 missioni del bene e il livello guardiano o superiore) Sblocca il potere.
  - (10 missioni del bene e il livello campione o superiore) Raddoppia i danni inflitti.
  - (15 missioni del bene e il livello eroe) Aumenta ulteriormente la quantità di danni inflitti e riduce la quantità di tempo per la carica.
- Arco di fulmini: È un potere utilizzabile solo se si compiono missioni malvagie. Con una saetta continua, Cole continua a elettrizzare i nemici fino a quando essi non vengono sconfitti. Ha un raggio d'azione più corto della normale Saetta, ma un uso continuo provoca danni maggiori. Un Karma positivo disattiva questo potere (attivando così il Sovraccarico esplosivo); consuma un numero di nuclei energetici relativi al tempo d'azione e si potenzia eseguendo missioni legate al male.
  - (5 missioni del male e il livello teppista o superiore) Sblocca il potere.
  - (10 missioni del male e il livello fuorilegge o superiore) Diramazioni dei fulmini illimitate (quindi più efficace con i gruppi) e danni aumentati.
  - (15 missioni del male e il livello infame) I nemici indeboliti innescano un'esplosione elettrica prima di morire.
- Lame Gigawatt: questo potere è l'unico che si può ottenere fuori dal gioco, tramite PlayStation Network,[5] oppure scaricando la versione del pacchetto Welcome Back Program. Cole carica di elettricità le braccia, formando così due lame elettriche, e con esse effettua un potentissimo attacco in mischia. Si disattivano se rimangono inutilizzate e ogni volta che si usano vanno ricaricate. Non sono influenzate dal Karma e consumano tre nuclei energetici
  - Potenzia i danni inflitti.
  - Aumenta ancora la percentuale di danni.
  - Eleva al massimo la quantità di danno.

## Personaggi
- Cole MacGrath: è il protagonista del gioco e ha poteri elettrici (donatigli dalla Raggio Sfera). Fattorino con la passione del parkour, Cole si ritroverà ad affrontare Kessler, un uomo dall'identità sconosciuta, e i suoi Primogeniti. La voce italiana è di Alberto Olivero.
- Zeke "Jedediah" Dunbar: è il miglior amico di Cole. È tentato dal potere della Raggio Sfera e non appena ne ha l'occasione l'attiva, anche se, siccome Zeke non è un conduit, quest'ultima non funziona. Kessler gli propone potere in cambio della Sfera, e Zeke accetta. Tuttavia dopo capisce di aver sbagliato e aiuterà (seppur in modo poco efficace) Cole nella battaglia finale. La voce italiana è di Paolo De Santis.
- Trish Dailey: è la fidanzata di Cole, che incolpa della morte della sorella, Amy. Poiché ella è un medico, aiuta le persone. All'inizio lascia Cole, e a seconda del comportamento del giocatore, può riavvicinarsi o lasciarlo definitivamente. In ogni caso, morirà a causa di Kessler.
- Moya Jones: è un agente dell'FBI sotto copertura e moglie di John White. Propone a Cole di trovare John White e la Raggio Sfera in cambio dell'uscita di Cole da Empire City. In realtà non è né un'agente dell'FBI (non si capisce per chi lavori davvero), né la moglie di John.
- John White: infiltrato tra i Primogeniti per scoprire cosa sia la Raggio Sfera e per scoprire i loro intenti. Viene cercato da Cole per conto di Moya. È lui a contattare Cole e lo aiuta a cercare la Raggio Sfera. A seconda del comportamento del giocatore, muore o per l'esplosione della Raggio Sfera (se si sceglie di distruggerla) o perché la sua elettricità corporea viene assorbita sempre dalla Sfera (se si sceglie di attivarla). Durante il gioco è possibile trovare registrazioni relative alle sue attività da infiltrato. La voce italiana è di Lorenzo Scattorin.
- Warden Harms: poliziotto di Empire City. Si viene contattati telefonicamente da lui durante le missioni buone.
- Voce della Sopravvivenza: un ragazzo il cui vero nome è Dallas, manda messaggi attraverso la televisione. Non importa il comportamento del giocatore, sarà criticato dal ragazzo. Non risparmia nemmeno le menzogne. Ad un certo punto non trasmette più. Se si ascoltano le registrazioni di John White, si capisce il perché: i Primogeniti lo hanno ucciso prima che trasmettesse un altro messaggio.
- Sasha: misteriosa donna a capo dei Mietitori, che intrattiene una relazione amorosa con Kessler. Lasciato quest'ultimo, Sasha s'innamora di Cole. Ha creato una sostanza simile al catrame per controllare le menti, e dopo che il catrame colpisce Cole essa riesce a parlarci telepaticamente, seppur non riesca a controllarlo. La si sconfigge nel tunnel che collega il Neon al Dedalo, ma non viene uccisa. Viene invece presa dai Primogeniti. Se il giocatore segue il karma malvagio, sarà lei a controllare le missioni malvagie nel Dedalo e nel Quartiere Storico (sempre telepaticamente). La voce italiana è di Stefania Patruno.
- Alden Tate: capo degli Spazzini. Figlio di Richard Tate, fondatore dei Primogeniti. Era destinato a prendere il controllo di questi ultimi, ma arrivò Kessler e lo costrinse a vivere per la strada. Ormai vecchio, Alden approfitta della quarantena per controllare gli Spazzini e poter sconfiggere Kessler. Viene sconfitto sul ponte che collega il Dedalo al Quartiere Storico. Nemmeno lui viene ucciso, ma salta giù dal ponte facendo perdere le proprie tracce. La voce italiana è di Marco Pagani.
- Kessler: capo dei Primogeniti, è un uomo folle e deciso a tutto pur di mettere alla prova Cole, per farlo diventare "forte". In realtà si tratta del Cole del futuro, tornato nel passato per poter fare in modo che Cole potesse affrontare la Bestia. Lo si sconfigge e uccide nel Quartiere Storico, proprio dove era cominciato il gioco. La voce italiana è di Claudio Moneta

## Nemici
- Mietitori: controllano il Neon. Sono vestiti con un soprabito rosso con un cappuccio che gli copre il viso con una maschera. Possono essere suddivisi in:
  - Mietitori col fucile: sono i più deboli di tutti. Attaccano con un fucile, ma possono anche lanciare bombe a mano.
  - Mietitori con lo scudo: sono come i Mietitori col fucile, ma hanno uno scudo anti-sommosse che li protegge frontalmente.
  - Mietitori con il mitra: benché siano resistenti come i Mietitori col fucile, sono più pericolosi in quanto colpiscono ininterrottamente Cole con il loro minigun.
  - Mietitori con il lanciagranate: sono più grossi degli altri Mietitori, quindi più resistenti, e colpiscono Cole con razzi RPG-7 che a seconda del livello di difficoltà possono uccidere Cole o renderlo in fin di vita.
  - Mietitori con il fucile a pompa: unità peculiare dei Mietitori, sono dei Mietitori non molto resistenti, ma siccome corrono velocemente sono difficili da colpire e appena arrivano vicini a Cole, gli sparano con il loro fucile a canne mozze infliggendo danni ingenti.
  - Mietitori kamikaze: come la categoria precedente, sono incredibilmente veloci, ma un solo colpo sarà sufficiente per sconfiggerli, poiché portano addosso grandi quantità di esplosivo. Se arrivano sufficientemente vicini a Cole, facendosi saltare in aria, possono renderlo in fin di vita o ucciderlo. Dato che anche quando vengono sconfitti (a meno che non si usi un potere legato al tocco mentre si stanno rialzando) si genera un'esplosione, è consigliabile abbatterli quando sono ancora lontani.

Il capo dei Mietitori è Sasha.
- Spazzini: controllano il Dedalo. Sono vestiti con dei sacchi della spazzatura. Hanno le stesse tipologie dei Mietitori ma, al posto degli AK-47, sono armati con mitra simili ai Tipo 100 ed hanno un'unità esclusiva: dei granchi di spazzatura veloci, ma poco resistenti. Il capo degli Spazzini è Alden Tate.
- Primogeniti: si incontrano nel Quartiere Storico. Sono vestiti come soldati con maschere anti-gas e armati di FAMAS. Hanno le stesse tipologie dei Mietitori e degli Spazzini, tranne che quella dei kamikaze che sono rimpiazzati da dei robot più silenziosi e quindi più pericolosi in quanto più difficilmente individuabili, e hanno un'unità esclusiva: dei robot volanti che lanciano bombe e possono rendersi invisibili. Il capo dei Primogeniti è Kessler.
- Conduit: sono dei sotto boss che hanno tutti e tre i nemici. Sono più resistenti e hanno mosse esclusive. In dettaglio:
  - Conduit Mietitore: sono più grandi e il loro soprabito è bianco. Attaccano con il fucile, delle onde d'urto che solcano il terreno, si possono teletrasportare spostandosi trasversalmente ad una velocità di poco inferiore a quella Kessler e sanno cambiare aspetto assumendo le sembianze di altre persone.
  - Conduit Spazzino. Ne esistono di due tipologie:
    - i primi sono delle specie di uomini fusi a pezzi di metallo e spazzatura, molto grossi. Attaccano con il lanciamissili e creano a gruppi di tre i granchi di spazzatura;
    - i secondi sono dei golem di metallo e spazzatura molto resistenti. Attaccano lanciando massi e proiettili. Per sconfiggerli bisogna prima eliminare le braccia e poi concentrarsi sul corpo.

  - Conduit Primogenito. Ne esistono di due tipologie, benché fisicamente sono uguali:
    - i primi hanno la capacità di rendersi invisibili e di sbucare all'improvviso e attaccano con un fucile a pompa;
    - i secondi creano un loro avatar più grande, e per sconfiggerli bisogna mirare al petto di questi, dove si trova il Conduit vero e proprio.

### Boss
- Sasha: primo boss del gioco. La si trova nel tunnel che collega il Neon al Dedalo. Si nasconde nel catrame e attacca con Mietitori mentali, piante che sparano fuoco e onde d'urto come quelle dei conduit ma più grandi, veloci e di colore rosso. Quando viene indebolita si toglie con un sottogioco una delle quattro valvole che ha sul corpo. La si sconfigge quindi quando le si toglie la quarta valvola.
- Alden: secondo boss del gioco. Benché lo si fronteggi nella sua torre, senza però mai colpirlo, si ha il vero e proprio scontro sul ponte che collega il Dedalo al Quartiere Storico. Si crea una versione avanzata del Conduit Spazzino golem, il quale non riesce a muoversi ma in compenso, oltre a lanciare massi e sparare proiettili, riesce a creare i granchi e a lanciare fiamme.
- Kessler: terzo e ultimo boss del gioco, nonché l'unico che abbia una barra di salute. Lo si fronteggia nel Quartiere Storico, proprio dove è iniziato il gioco. Ha molteplici attacchi: lancia folate di vento, spara raggi di energia, crea copie di sé stesso, scatena piccoli terremoti, lancia sfere energetiche esplosive, crea i robot volanti che sparano bombe e inoltre è molto veloce. Se si riescono ad evitare tre volte di fila i raggi di energia, si riposa per un breve di tempo durante il quale è vulnerabile. Alla fine del combattimento si deve ripetere il sottogioco fatto durante lo scontro con Sasha per vincere.

## Doppiaggio
| Personaggio  | Doppiatore        |
| ------------ | ----------------- |
| Cole McGrath | Alberto Olivero   |
| Zeke Dunbar  | Paolo De Santis   |
| Trish Dialey |                   |
| John White   | Lorenzo Scattorin |
| Moya Jones   |                   |
| Kessler      | Claudio Moneta    |
| Sasha        | Stefania Patruno  |
| Alden        | Marco Pagani      |

## Sequel
Nel giugno 2011 ne è stato pubblicato un sequel, Infamous 2.